# Da Arabian Mc's
DAM（دام）は、1999年に結成されたパレスチナ初のラップグループ。メンバーはともにロッド（اللد）出身のアラブ人。
ターメル・ナッファール、弟のスヘイル・ナッファール、マフムード・ジャリーリーの3人からなる。グループ名は、アラビア語の動詞DAAMA(دامَ)（「永久に続く」の意）から来ているが、Da Arabian MCsの略でもある。これは「アラブ人ラッパー」という意味。アラビア語で「血」を意味するダム（دم）もスペルが似ているが、真ん中にアリフがない。
DAMのデビューアルバムは「薬物を売るのはやめろ」（Stop Selling Drugs: أوقفوا بيع المخدرات )で、1998年に地元で発表された。セカンド・アルバム「誰がテロリスト？」（ミーン・イルハービー: مين ارهابي؟）は2001年に発表された。この同名のタイトルがついた曲はネット上のArabRap.Netでリリースされてから、わずか1ヶ月の間に100万人以上の人々にダウンロードされた。
2004年にはシングル「俺はここで生まれた」（Born here : ولدت هنا )をリリース。この曲はイスラエルのユダヤ社会に訴えかけるため、アラビア語とヘブライ語で歌われた。
DAMの歌詞は主にイスラエルによる占領、抑圧、差別との闘い、貧困、麻薬、女性の権利などをテーマとしている。
2014年にクラウドファンディングにより日本招聘ツアーが実現し、10月に初めて日本国内でツアーが開催される。

## 関連文献
- 山本薫「アラブ革命と詩――抵抗文化としての詩、歌、ラップ」『SYNODOS』、株式会社シノドス、2013年、2024年8月10日閲覧。